# Wysokosprawna chromatografia cieczowa

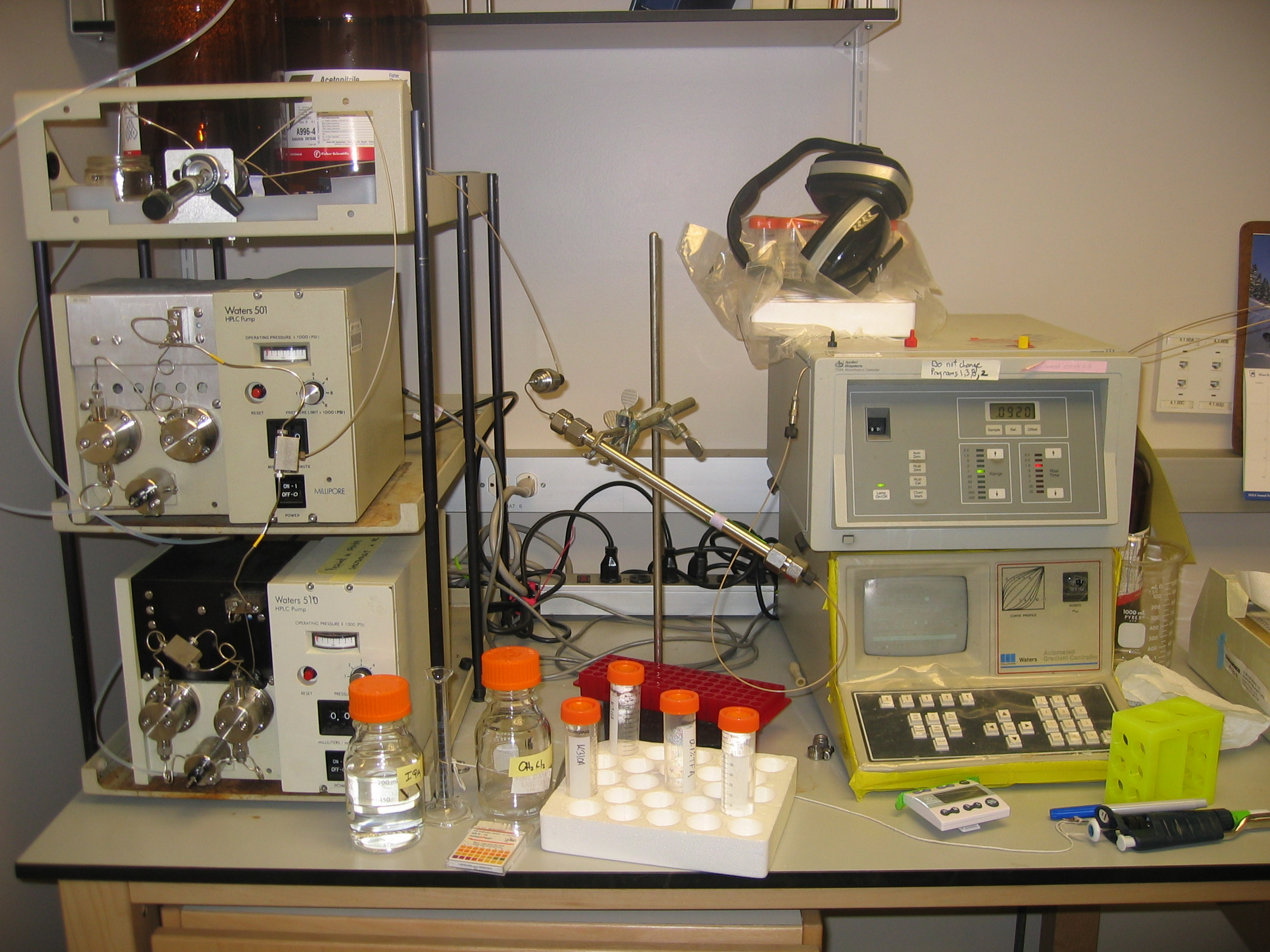
HPLC

Wysokosprawna chromatografia cieczowa, HPLC (ang. high-performance liquid chromatography) – odmiana chromatografii cieczowej, technika analityczna a także preparatywna, stosowana do  oczyszczania, badania czystości oraz identyfikacji związków chemicznych.
Jest to rodzaj cieczowej chromatografii kolumnowej. Oznacza to, że analizowana próbka jest rozpuszczana w odpowiednio dobranym rozpuszczalniku, zależnym od właściwości substancji i zastosowanego układu, a następnie taki roztwór jest kierowany na kolumnę, która wypełniona jest odpowiednio dobranym złożem porowatym lub żelowym. Rolę cieczy nośnej (fazy ruchomej) pełni odpowiednio dobrana mieszanina (tzw. eluent). Na skutek oddziaływań międzycząsteczkowych między związkami chemicznymi będącymi składnikami analizowanej próbki a wypełnieniem kolumny następuje ich rozdział. W zależności od zastosowanego układu można wyróżnić kilka mechanizmów retencji, np. te związki chemiczne, które silniej oddziałują ze złożem (mają tzw. większe powinowactwo do złoża) a słabiej z fazą ruchomą, przepływają wolniej przez kolumnę, zaś związki chemiczne, które oddziałują słabiej ze złożem a silniej z fazą ruchomą przepływają szybciej. W pewnych specyficznych układach HPLC mechanizmy retencji są jednak bardziej złożone.
HPLC różni się od zwykłej chromatografii cieczowej ciśnieniem pod jakim podawany jest eluent na kolumny. Są to dość znaczne ciśnienia, kilkadziesiąt atm, w części przypadków przekraczające 100 atm. Wysokie ciśnienie w układzie HPLC wynika z budowy pomp HPLC (wąskie przekroje kapilar), uziarnienia wypełnienia kolumn (kilka mikrometrów) i przepływu fazy ruchomej stosowanego w aplikacji(od ułamków ml/min do nawet kilkudziesięciu ml/min w przypadku chromatografii preparatywnej). Drobne uziarnienia złoża fazy stacjonarnej skutkuje korzystniejszymi parametrami sprawności i rozdzielczości układu HPLC, dzięki czemu uzyskujemy rozdział analizowanych mieszanin na poszczególne związki chemiczne w znacznie krótszym czasie, przy mniejszym zużyciu eluentu i mniejszej ilości analizowanej próbki niż w klasycznej chromatografii kolumnowej. Zdolności rozdzielcze współczesnych aparatów i kolumn HPLC są niekiedy porównywalne do zdolności rozdzielczych chromatografii gazowej.
W HPLC duże znaczenie dla rozdziału ma polarność faz. Początkowo stosowano normalny układ faz (NP, normal phase), w którym faza stacjonarna jest znacznie bardziej polarna niż faza ruchoma (Np. układ: żel krzemionkowy – heksan). Obecnie najczęściej stosuje się odwrócony układ faz (RP, reverse phase – układ faz odwróconych), w którym faza stacjonarna jest mniej polarna niż faza ruchoma, np. układ: żel krzemionkowy z chemicznie modyfikowaną powierzchnią (grupy oktadecylosilanowe, oktylosilanowe, diole, podstawniki modyfikowane i inne, bardziej złożone) – mieszanina metanolu, acetonitrylu, wody, specjalnie dobranych buforów itp. Podział zależy od wiązania się hydrofobowych cząsteczek substancji rozpuszczonej z fazy ruchomej do unieruchomionych, hydrofobowych ligandów związanych z fazą stacjonarną. Siła i charakter oddziaływania między cząsteczkami próbki i fazą stacjonarną zależy zarówno od oddziaływań hydrofobowych, jak i oddziaływań polarnych. Substancje rozpuszczone są wymywane w kolejności rosnącej molekularnej hydrofobowości. Układy RP mają bardziej trwałe wypełnienia, cechują się niższym kosztem fazy ruchomej, a przede wszystkim cechują się inną selektywnością niż układy NP, co wykorzystuje się w analizie próbek o dużej rozpiętości polarności komponentów.

## Aparatura chromatograficzna
Aparaty HPLC składają się zwykle z:
- zbiornika na eluenty, bufory, odpowiednie roztwory płuczące itp.;
- automatycznego odgazowywacza, który usuwa gazy rozpuszczone w eluentach (przy chromatografii gradientowej po zmieszaniu składników często następuje samorzutne odgazowanie, przez co w strumieniu eluentu pojawiają się pęcherzyki powietrza mogące silnie zakłócać proces rozdziału na kolumnie i detekcji wymywanych składników);
- zaworów proporcjonujących, w których faza ruchoma osiąga zadany skład, co ma szczególne znaczenie w analizach gradientowych (tzw. gradient niskociśnieniowy, gdyż mieszanie składników eluentu następuje przed pompą, czyli w obszarze niskiego ciśnienia). Drugim typem jest tzw. gradient wysokociśnieniowy, gdzie najczęściej stosuje się dwie identyczne pompy dla obu mieszanych składników eluentu (obie pompy zintegrowane są w jednej obudowie), mieszanie następuje za pompami, czyli w obszarze wysokiego ciśnienia. Układ z zaworami proporcjonującymi zazwyczaj umożliwia mieszanie większej ilości roztworów (najczęściej 4, podczas gdy układ wysokociśnieniowy najczęściej 2), natomiast układ wysokociśnieniowy umożliwia znacznie szybszą zmianę składu eluentu (dzięki znacznie mniejszej objętości układu między mieszaczem a kolumną);
- pomp zapewniających odpowiednie parametry przepływu eluentu w układzie. Pompa zazwyczaj zintegrowana jest w jednej obudowie z mieszaczem (wspomniany wcześniej układ nisko lub wysokociśnieniowy);
- nastrzykiwacza (iniektora) umożliwiającego wprowadzanie analizowanych próbek bez rozszczelnienia układu (często próbnik automatyczny (autosampler));
- odpowiednich filtrów, jeśli aplikacja tego wymaga;
- prekolumny usuwającej z eluentu zanieczyszczenia mechaniczne, które mogłyby zniszczyć wypełnienie kolumn (najczęściej stosuje się wypełnienie identyczne lub porównywalne z właściwą kolumną do rozdziału);
- kolumny (kolumn) z odpowiednim wypełnieniem, takim jak:
  - żel krzemionkowy lub jego modyfikację polarnymi grupami (faza normalna, NP);
  - żel krzemionkowy modyfikowany grupami o niskiej polarności (faza odwrócona, RP), najczęściej grupami oktadecylowymi, C18;
  - wypełnienia polimerowe – bardzo odporne chemicznie, umożliwiają prace w całym zakresie pH, ale ustępujące jak na razie możliwościom rozdzielczym wypełnień opartych na żelu krzemionkowym;
- termostatu kolumn (pracującego w zakresie najczęściej od 5 do 80 °C);
- detektora – którym może być przepływowy spektrofotometr UV-VIS lub fluorescencyjny, spektrometr mas, laserowy spektrometr rozproszeniowy lub amperometr;
- zbiornika na zużyty eluent lub – w przypadku aparatów preparatywnych – kolektora frakcji (systemu naczyń zmienianych automatycznie po upływie zadanego czasu lub sterowanego sygnałami z detektora).

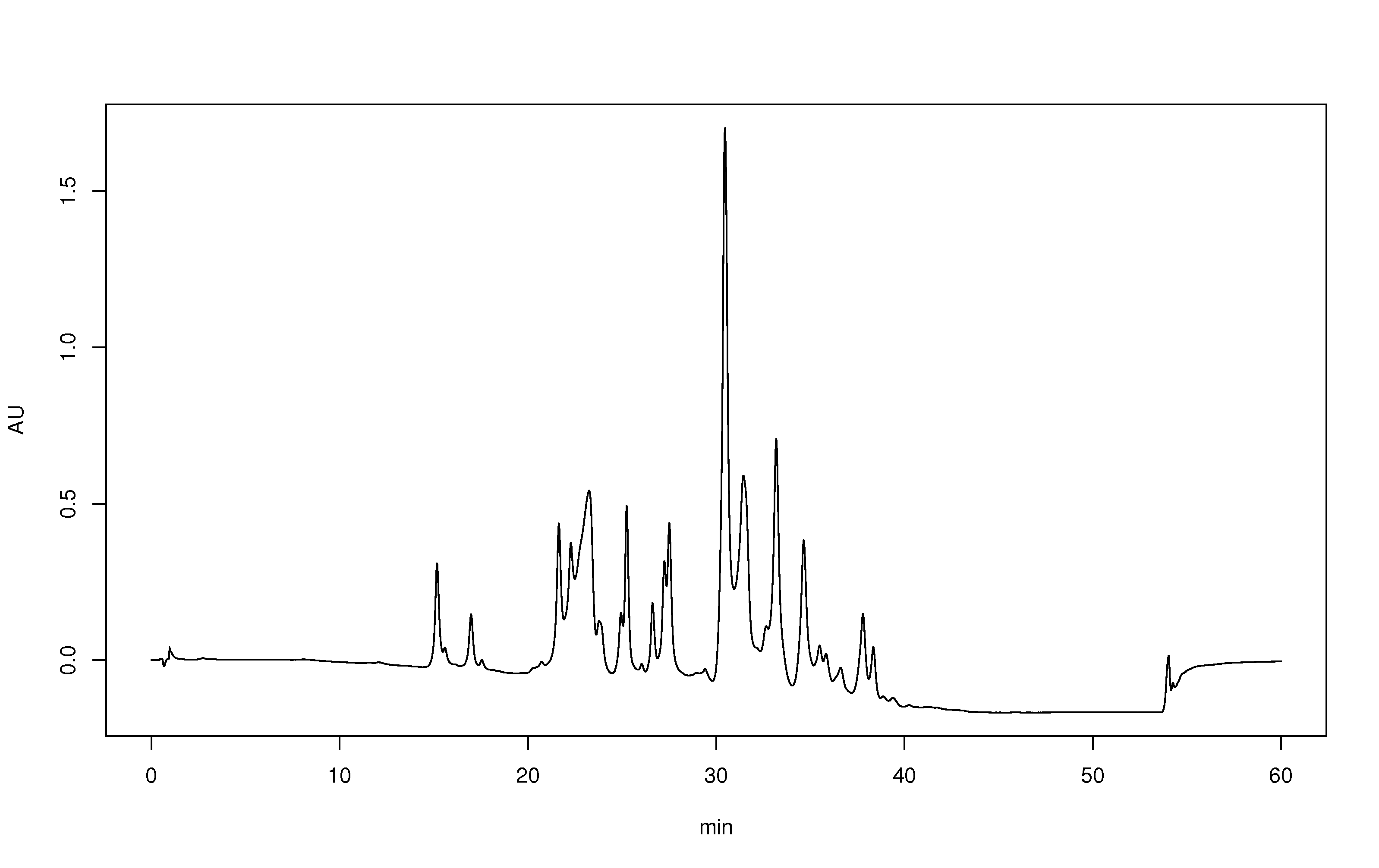
Chromatogram złożonej mieszaniny (perfumy) otrzymany techniką HPLC

W typowym, analitycznym aparacie HPLC analiza jednej próbki trwa od kilku do kilkudziesięciu minut. Kolumny HPLC mają przeciętnie długość od 3 do 25 cm (bywają jednak kolumny o długości 30 cm lub większej) i przekrój wewnętrzny rzędu kilku milimetrów i mogą być czasem zestawiane w układy o określonej zdolności rozdzielczej. W czasie jednej analizy zużywa się od kilku do kilkudziesięciu mililitrów eluentu. Jako eluent stosuje się rozmaite rozpuszczalniki organiczne (metanol, chlorek metylenu, THF, toluen, etanol, acetonitryl, rozmaite bufory i inne). Analizowana próbka ma zwykle objętość od 1 do 200 µl w analitycznej HPLC, a w preparatywnej do kilkudziesięciu mililitrów.

## Rodzaje chromatografii
Do analiz bardzo małych ilości związków chemicznych stosuje się chromatografy typu nanoHPLC. Kolumny tych chromatografów mają średnicę kilkudziesięciu µm i długość od kilkunastu do kilkudziesięciu cm. Chromatografy nanoHPLC pracują przy szybkości przepływu eluentu rzędu kilkuset nl na minutę. Analiza próbki trwa od kilkudziesięciu do kilkuset minut. Chromatografy nanoHPLC charakteryzują się bardzo dużą rozdzielczością kosztem mniejszej powtarzalności uzyskanych wyników.
Aparaty do preparatywnej HPLC posiadają kolumny o znacznie większych przekrojach od aparatów do analitycznej HPLC (rzędu kilku do kilkudziesięciu centymetrów), co umożliwia rozdzielanie na nich większych objętości analizowanych substancji – rzędu kilku ml lub więcej. Budowa pomp układów preparatywnych zasadniczo różni się od aparatu analitycznego, co wynika ze stosowania większych przepływów fazy ruchomej.
Szczególnym przypadkiem HPLC jest SEC (size exlusion chromatography) zwany również GPC (gel permeation chromatography). Techniki te są oparte na porowatych wypełnieniach żelowych, w których rozdział następuje nie wskutek powinowactwa chemicznego analizowanych związków do wypełnienia, lecz wskutek zatrzymywania cząsteczek analizowanej mieszaniny przez pory fazy stacjonarnej. Przez kolumny SEC szybciej przechodzą związki o większej masie cząsteczkowej, a wolniej o mniejszej. Jest to metoda stosowana do oznaczania średnich mas cząsteczkowych polimerów i ich polidyspersji.
Chromatografię cieczową (zwłaszcza analityczną) można realizować w kilku różnych wariantach:
- chromatografia par jonowych (stosowane są dodatki związków powierzchniowo czynnych),
- chromatografia jonowymienna (wypełnienia o właściwościach wymieniaczy jonowych),
- rozdziały enancjoselektywne z odpowiednio dobranym wypełnieniem kolumny i/lub składem fazy ruchomej.

Wszystkie wymienione rodzaje chromatografii można realizować w układzie analizy gradientowej, w których skład fazy ruchomej jest zmienny w czasie analizy (wzrost siły elucyjnej w układzie w przypadku analiz w fazie odwróconej, zmiana siły jonowej w przypadku chromatografii jonowymiennej).
Coraz częściej stosuje się tak zwaną ultrasprawną chromatografię cieczową (UHPLC lub UPLC, z  ang. ultra (high) performance liquid chromatography). W tym przypadku stosuje się krótsze (kilka cm, zazwyczaj nie więcej niż 10 cm) kolumny o mniejszej średnicy wewnętrznej rzędu 1-2 mm, oraz z mniejszym uziarnieniem złoża w kolumnie (1,7-2 µm zamiast powszechnie używanych 5 µm). Wraz ze zmniejszeniem rozmiaru ziaren złoża rośnie stopień ich upakowania, a tym samym powierzchnia ziaren w jednostce objętości, czego efektem jest zwiększenie sprawności kolumny (w praktyce kolumny UHPLC są kilka razy krótsze od tych w HPLC, ale ich sprawność wyrażona ilością półek teoretycznych na kolumnę jest zazwyczaj taka sama). Rozdział mieszaniny następuje przy zwiększonym liniowym przepływie fazy ruchomej, co w połączeniu z bardziej upakowanym złożem powoduje zwiększenie ciśnienia, dochodzącego nawet do 1200 atm. Całkowity przepływ fazy ruchomej często jest jednak mniejszy ze względu na dużo mniejszą średnicę kolumny i krótszy czas analizy (dzięki znacznemu skróceniu kolumny). Największymi zaletami UHPLC jest znaczne zredukowanie ilości fazy ruchomej użytej do analizy i skrócenie jej czasu.